# San Martín de la Virgen de Moncayo
San Martín de la Virgen de Moncayo é um município da Espanha na província de Saragoça, comunidade autónoma de Aragão. Tem 5,48 km² de área e em 2021 tinha 276 habitantes (densidade: 50,4 hab./km²).

## Demografia
| Variação demográfica do município entre 1991 e 2004 | Variação demográfica do município entre 1991 e 2004 | Variação demográfica do município entre 1991 e 2004 | Variação demográfica do município entre 1991 e 2004 |
| --------------------------------------------------- | --------------------------------------------------- | --------------------------------------------------- | --------------------------------------------------- |
| 1991                                                | 1996                                                | 2001                                                | 2004                                                |
| 314                                                 | 314                                                 | 296                                                 | 291                                                 |